# Votations fédérales de 2005 en Suisse
Cinq votations fédérales ont été organisées en 2005 en Suisse  les 5 juin, 25 septembre et 27 novembre.

## Mois de juin
Le 5 juin 2005, deux objets sont soumis à la votation.
1. Le référendum facultatif sur l'arrêté fédéral du 17 décembre 2004 portant approbation et mise en œuvre des accords bilatéraux d’association à l'Espace Schengen et à l'Espace Dublin.
2. Le référendum facultatif sur la Loi fédérale du 18 juin 2004 sur le partenariat enregistré entre personnes du même sexe (loi sur le partenariat, Lpart).

### Résultats
| Question                | Pour      | Pour | Contre    | Contre | Blancs | Nuls   | Total     | Inscrits  | Partici- pation |
| Question                | Votes     | %    | Votes     | %      | Blancs | Nuls   | Total     | Inscrits  | Partici- pation |
| ----------------------- | --------- | ---- | --------- | ------ | ------ | ------ | --------- | --------- | --------------- |
| Accords Schengen/Dublin | 1 477 260 | 54,6 | 1 227 042 | 45,4   | 25 255 | 10 137 | 2 739 694 | 4 837 844 | 56,63           |
| Loi sur le partenariat  | 1 559 848 | 58,0 | 1 127 520 | 42,0   | 36 110 | 10 360 | 2 733 838 | 4 837 844 | 56,51           |

## Mois de septembre
Le 25 septembre 2005, un objet est soumis à la votation.
1. Le référendum facultatif sur l'arrêté fédéral portant approbation et mise en œuvre du protocole relatif à l’extension de l’accord entre la Confédération suisse, d’une part, et la Communauté européenne et ses Etats membres, d’autre part, sur la libre circulation des personnes aux nouveaux Etats membres de la Communauté européenne et portant approbation de la révision des mesures d'accompagnement concernant la libre circulation des personnes.

### Résultat
| Question          | Pour      | Pour | Contre    | Contre | Blancs | Nuls  | Total     | Inscrits  | Partici- pation |
| Question          | Votes     | %    | Votes     | %      | Blancs | Nuls  | Total     | Inscrits  | Partici- pation |
| ----------------- | --------- | ---- | --------- | ------ | ------ | ----- | --------- | --------- | --------------- |
| Libre circulation | 1 458 686 | 56,0 | 1 147 140 | 44,0   | 18 569 | 9 736 | 2 634 131 | 4 852 658 | 54,51           |

## Mois de novembre
Le 27 novembre 2005, deux objets sont soumis à la votation.
1. L'initiative populaire du 18 septembre 2003 « Pour des aliments produits sans manipulations génétiques ».
2. Le référendum facultatif sur la modification de la Loi fédérale sur le travail dans l'industrie, l'artisanat et le commerce (Loi sur le travail, LTr).

### Résultats
| Question           | Pour      | Pour | Contre    | Contre | Blancs | Nuls  | Total     | Inscrits  | Partici- pation | Cantons pour | Cantons pour | Cantons contre | Cantons contre |
| Question           | Votes     | %    | Votes     | %      | Blancs | Nuls  | Total     | Inscrits  | Partici- pation | Entiers      | Demi         | Entiers        | Demi           |
| ------------------ | --------- | ---- | --------- | ------ | ------ | ----- | --------- | --------- | --------------- | ------------ | ------------ | -------------- | -------------- |
| Aliments sans OGM  | 1 125 835 | 55,7 | 896 482   | 44,3   | 23 046 | 7 550 | 2 052 913 | 4 860 166 | 42,24           | 20           | 6            | 0              | 0              |
| Loi sur le travail | 1 026 833 | 50,6 | 1 003 900 | 49,4   | 18 281 | 7 257 | 2 056 271 | 4 860 166 | 42,31           |              |              |                |                |